# Reingers
Reingers je obec v Rakousku ve spolkové zemi Dolní Rakousy v okrese Gmünd. Žije zde 635 obyvatel.
V obci je muzeum Heimatstube Reingers.

## Poloha
Reingers leží na severozápadě spolkové země Dolní Rakousy v regionu Waldviertel, nedaleko státních hranic s Českem. Jeho rozloha činí 24,94 km², z nichž 43,16 % je zalesněných.

### Evropské hlavní rozvodí
Územím obce Reingers prochází evropské hlavní rozvodí. Některé potoky, které zde pramení se později vlévají do Dyje, tedy úmoří Černého moře a některé se vlévají do Braunaubachu, tedy úmoří Severního moře.

### Členění
Území obce Reingers se skládá z pěti částí (v závorce uveden počet obyvatel k 1. 1. 2015):
- Grametten (53)
- Hirschenschlag (116)
- Illmanns (65)
- Leopoldsdorf (219)
- Reingers (206)

## Správa
Starosta obce Reingers je Andreas Kozar. Patnáctičlenné zastupitelstvo tvoří 13 členů strany ÖVP a 2 členové strany SPÖ.

## Galerie

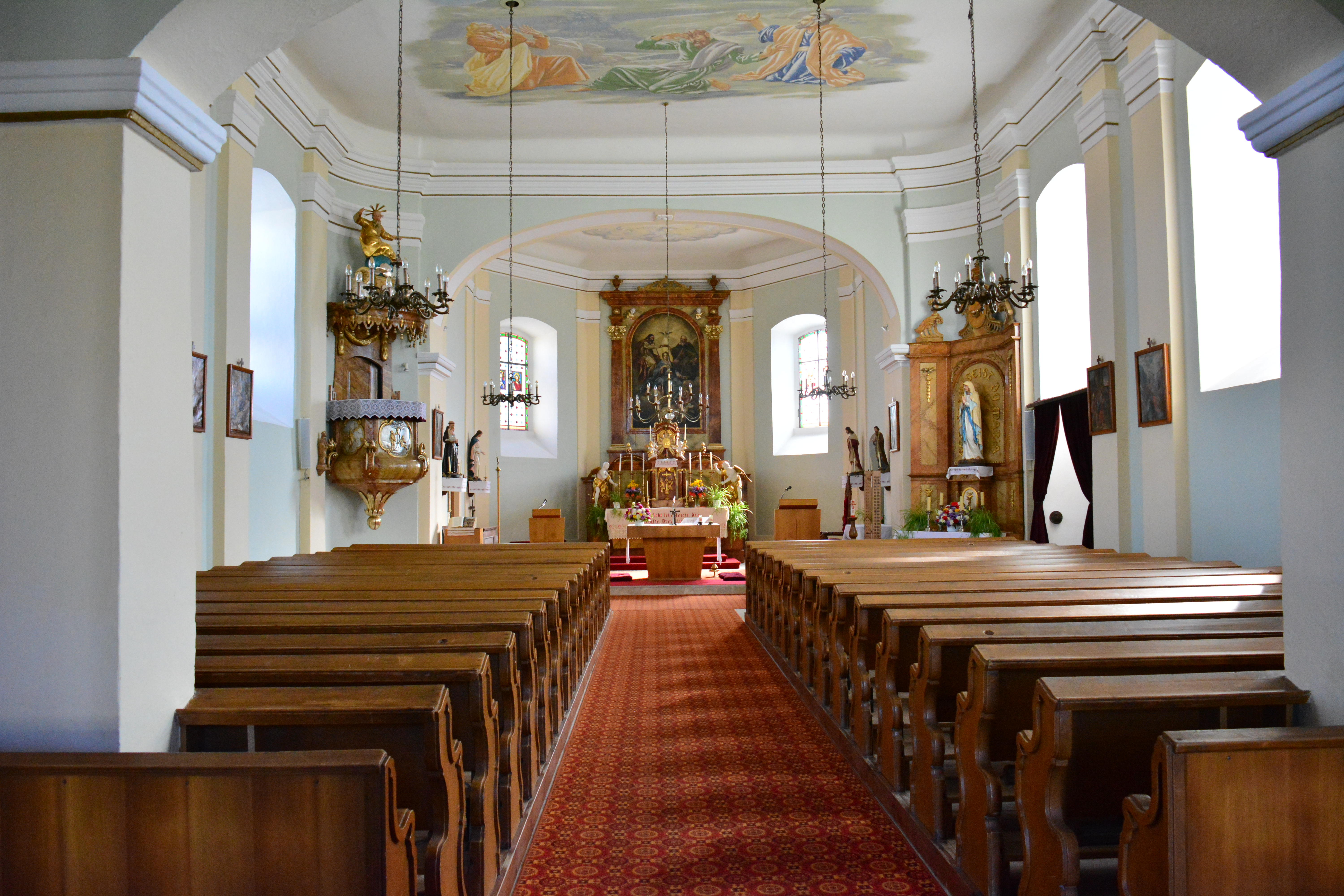
Farní kostel (interiér)
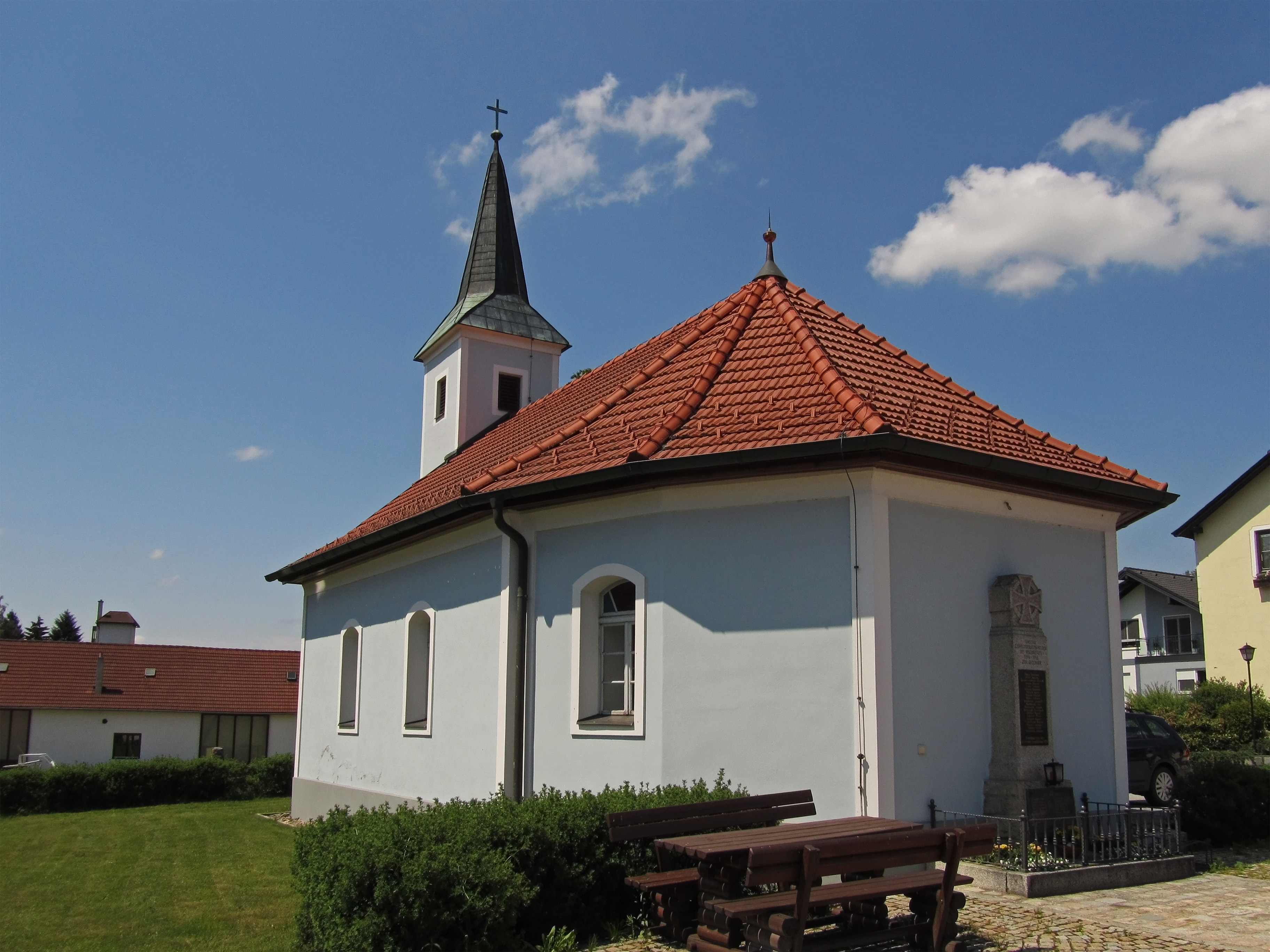
Kaple v Leopoldsdorfu